# Samuel Austin Kendall

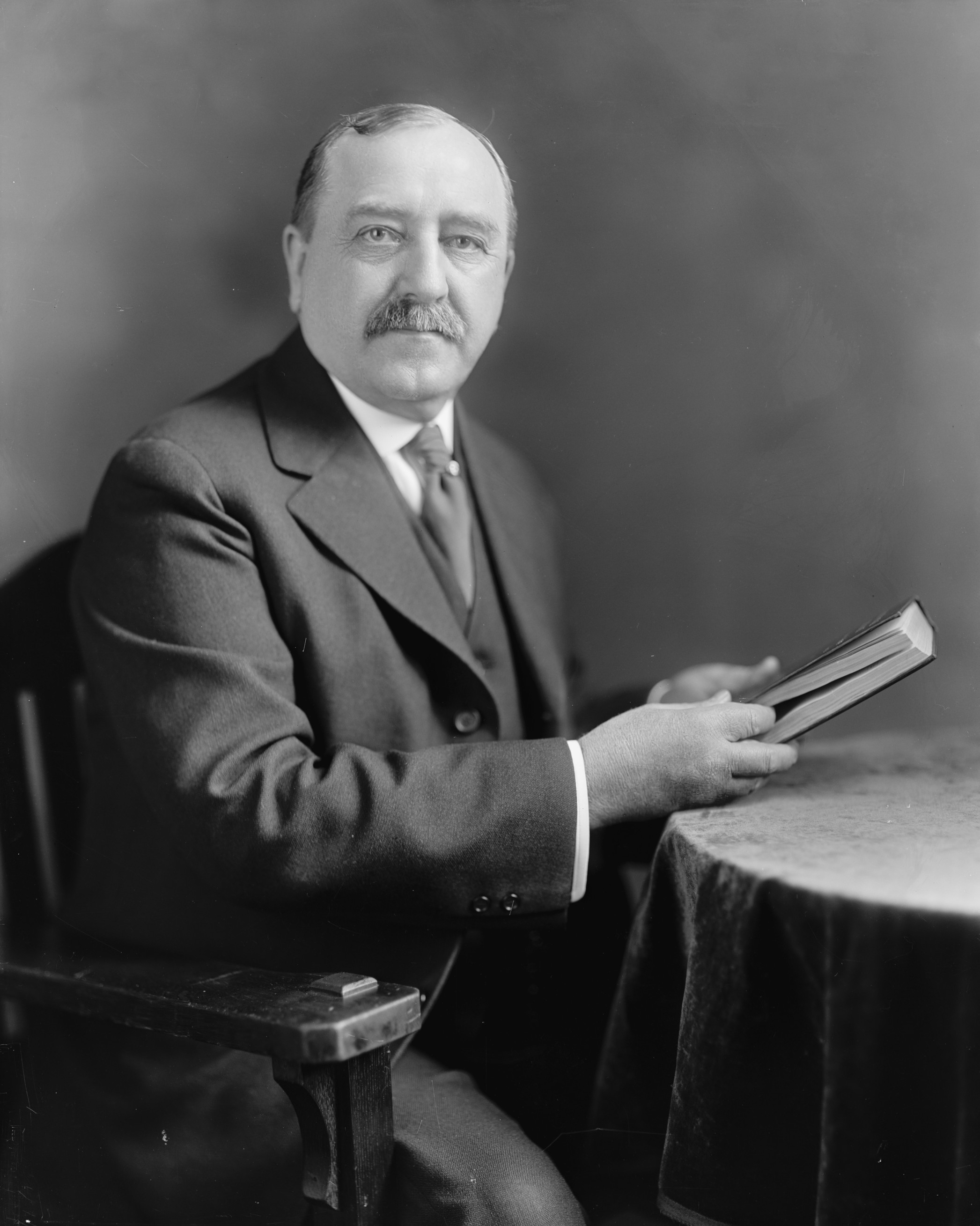
Samuel Austin Kendall

Samuel Austin Kendall (* 1. November 1859 in Greenville, Somerset County, Pennsylvania; † 8. Januar 1933 in Washington, D.C.) war ein US-amerikanischer Politiker. Zwischen 1919 und 1933 vertrat er den Bundesstaat Pennsylvania im US-Repräsentantenhaus.

## Werdegang
Samuel Kendall besuchte die öffentlichen Schulen seiner Heimat. Danach studierte er für einige Zeit in Valparaiso (Indiana) und am Mount Union College in Alliance (Ohio). Zwischen 1876 und 1890 arbeitete er als Lehrer und Schulrat. Fünf Jahre lang war er als Schulrat für die öffentlichen Schulen der Stadt Jefferson in Iowa zuständig. Im Jahr 1890 kehrte er in das Somerset County in Pennsylvania zurück, wo er im Holzgeschäft und im Kohlebergbau tätig wurde. Er wurde Vizepräsident der Firma Kendall Lumber Co. in Pittsburgh und Präsident der Preston Railroad Co. Gleichzeitig schlug er als Mitglied der Republikanischen Partei eine politische Laufbahn ein. Zwischen 1899 und 1903 saß er als Abgeordneter im Repräsentantenhaus von Pennsylvania.
Bei den Kongresswahlen des Jahres 1918 wurde Kendall im 23. Wahlbezirk von Pennsylvania in das US-Repräsentantenhaus in Washington gewählt, wo er am 4. März 1919 die Nachfolge des Demokraten Bruce Foster Sterling antrat. Nach sechs Wiederwahlen konnte er bis zu seinem Tod am 8. Januar 1933 im Kongress verbleiben. Seit 1923 vertrat er dort als Nachfolger von Henry Wilson Temple den 24. Distrikt seines Staates. Bei den Wahlen des Jahres 1932 wurde Kendall nicht bestätigt. Während seiner Zeit im Kongress wurden der 18. und der 19. Verfassungszusatz ratifiziert. Dabei ging es um das Verbot des Handels mit alkoholischen Getränken sowie um die bundesweite Einführung des Frauenwahlrechts. Seit 1929 prägte die Weltwirtschaftskrise auch die Arbeit des Kongresses.